# Psophocarpus obovalis
Psophocarpus obovalis är en ärtväxtart som beskrevs av Tisser. Psophocarpus obovalis ingår i släktet Psophocarpus och familjen ärtväxter. Inga underarter finns listade i Catalogue of Life.